# Aaron Ruell
Derek Aaron Ruell, född 23 juni 1976 i Fresno, Kalifornien, USA , är en amerikansk skådespelare, fotograf och regissör.
Han är kanske mest känd för sin roll som Kip i Napoleon Dynamite från 2004.